# Francis Dyke Acland
Francis Dyke Acland, 14e baronnet, (7 mars 1874 - 9 juin 1939) est un homme politique libéral britannique. Il est sous-secrétaire d'État aux Affaires étrangères sous Edward Grey (1er vicomte Grey de Fallodon) entre 1911 et 1915. Sur le plan idéologique, il est un partisan du «nouveau libéralisme» au sein du Parti libéral.

## Jeunesse et éducation
Il est le fils d'Arthur Dyke Acland (13e baronnet), et Alice Sophia Cunningham, fille du révérend Francis Macaulay Cunningham. Il fait ses études à Rugby et au Balliol College, Oxford. Il travaille comme examinateur dans le département de l'éducation à South Kensington de 1900 à 1903, et comme directeur adjoint pour l'enseignement secondaire dans le West Riding of Yorkshire en 1903.

## Carrière politique
Il est élu député de Richmond, Yorkshire, en 1906, siège qu'il occupe jusqu'en 1910, et représente Camborne de 1910 à 1922 Tiverton de 1923 à 1924  et North Cornwall de 1932 à 1939. Il est Secrétaire parlementaire privé de Richard Haldane, le secrétaire d'État à la Guerre, de 1906 à 1908. Il exerce des fonctions gouvernementales au sein du ministère libéral de Herbert Henry Asquith tout d'abord en tant que Secrétaire financier au ministère de la Guerre de 1908 à 1910. En 1911, il est promu sous-secrétaire d'État aux Affaires étrangères pour travailler en étroite collaboration avec Edward Grey (1er vicomte Grey de Fallodon). Il est resté dans ce poste tout au long de la montée des tensions en Europe qui a conduit au déclenchement de la guerre. En février 1915, il est muté au poste de secrétaire aux finances du Trésor avant d'être nommé en juin 1915 comme secrétaire parlementaire de la commission de l'agriculture et de la pêche. Quand Asquith forme son gouvernement de coalition en 1916, Acland est mis à l'écart pour accueillir des ministres unionistes. En 1915, il est admis au Conseil privé.
En 1917, il est nommé président du Comité "pour enquêter sur l'étendue et la gravité des maux de la pratique dentaire par des personnes non qualifiées en vertu de la Loi sur les dentistes [1878]". Sur la base des recommandations de ce comité, un projet de loi est déposé au Parlement qui est finalement devenu le Dentists Act 1921, qui créé le Dental Board du Royaume-Uni. Acland est nommé son premier président - un poste qu'il occupe jusqu'à sa mort.
Il est également influent dans la mise en place de la Commission des forêts et sert comme commissaire jusqu'à sa mort. Il est aussi sous-lieutenant du Devon et juge de paix pour le Devon et la circonscription nord du Yorkshire. En 1926, il succède à son père comme quatorzième baronnet.

## Famille
Il épouse Eleanor Margaret Cropper, fille de Charles James Cropper, en 1895. Ils ont trois fils et une fille. Après la mort d'Eleanor en décembre 1933, il se remarie avec Constance, fille de George Dudley, en 1937. Acland est décédé en juin 1939, à l'âge de 65 ans, et son fils aîné de son premier mariage, Richard Acland lui succède. Lady Dyke Acland est décédée en octobre 1940. Son deuxième fils, Geoffrey Acland, est devenu une figure de proue du Parti libéral. Son arrière-petit-fils, Chris Acland, est devenu le batteur du groupe de shoegaze Lush.